# Triangular Series in Simbabwe in der Saison 2010
Die Triangular Series in Simbabwe der Saison 2010 war ein Drei-Nationen-Turnier das vom 28. Mai bis zum 9. Juni 2010 in Simbabwe das im One-Day Cricket ausgetragen wurde. Bei dem zur internationalen Cricket-Saison 2010 gehörenden Turnier nahmen neben dem Gastgeber die Mannschaften aus Indien und Sri Lanka teil. Im Finale konnte sich Sri Lanka mit 9 Wickets gegen Simbabwe durchsetzen.

## Vorgeschichte
Sri Lanka bestritt zuletzt eine Tour gegen Neuseeland in den USA. Auch spielten alle drei Mannschaften zuvor beim ICC World Twenty20 2010. Simbabwe schied dabei in der Vorrunde aus, Indien in der Super 8 Runde und Sri Lanka im Halbfinale.

## Format
In einer Vorrunde spielte jede Mannschaft gegen jede zweimal. Für einen Sieg gab es vier, für ein Unentschieden oder No Result 2 Punkte. Des Weiteren wurden Bonuspunkte vergeben. Die beiden Gruppenersten qualifizierten sich für das Finale und spielten dort um den Turniersieg.

## Stadion
Die folgenden Stadien wurden als Austragungsorte ausgewählt und am 16. März 2010 bekanntgegeben.
| Stadion            | Stadt    | Kapazität | Spiele                      |
| ------------------ | -------- | --------- | --------------------------- |
| Queens Sports Club | Bulawayo | 9.000     | Vorrundenspiele 1–3         |
| Harare Sports Club | Harare   | 10.000    | Vorrundenspiele 4–6, Finale |

## Kaderlisten
Indien benannte seinen Kader am 9. Mai 2010.
Sri Lanka benannte seinen Kader am 20. Mai 2010.
| ODI | ODI | ODI |
| Simbabwe | Indien | Sri Lanka |
| --- | --- | --- |
| - Elton Chigumbura (K) - Chamu Chibhabha - Graeme Cremer - Greg Lamb - Chris Mpofu - Ed Rainsford - Prosper Utseya - Andy Blingaut - Charles Coventry - Tatenda Taibu (wk) - Craig Ervine - Hamilton Masakadza - Ray Price - Vusi Sibanda - Brendan Taylor | - Suresh Raina (K) - Virat Kohli (VK) - Ravindra Jadeja - Amit Mishra - Pragyan Ojah - Yusuf Pathan - Murali Vijay - Umesh Yadav - Ashok Dinda - Dinesh Karthik (wk) - Naman Ojah - Pankaj Singh - Rohi Sharma - Vinay Kumar - Ravichandran Ashwin | - Tillakaratne Dilshan (K) - Angelo Mathews (VK) - Dinesh Chandimal (wk) - Dilhara Fernando - Chamara Kapugedera - Nuwan Kulasekara - Jeewan Mendis - Ajantha Mendis - Thissara Perera - Suraj Randiv - Thilan Samaraweera - Chamara Silva - Upul Tharanga - Lahiru Thirimanne - Thilan Thushara |

## Spiele

### Vorrunde
Tabelle
| Teams     | Sp. | S | N | U | R | NR | BP | Punkte | NRR    |
| --------- | --- | - | - | - | - | -- | -- | ------ | ------ |
| Simbabwe  | 4   | 3 | 1 | 0 | 0 | 0  | 1  | 13     | +0.214 |
| Sri Lanka | 4   | 2 | 2 | 0 | 0 | 0  | 1  | 9      | +0.104 |
| Indien    | 4   | 1 | 3 | 0 | 0 | 0  | 0  | 4      | −0.278 |

Sieg: 4 Punkte; Remis: 2 Punkte
Spiele
| 28. Mai Scorecard | Bulawayo | Indien 285-5 (50)              | – | Simbabwe 289-4 (48.2) |
|                   |          | Simbabwe gewinnt mit 6 Wickets |   |                       |

| 30. Mai Scorecard | Bulawayo | Sri Lanka 242 (49.5)         | – | Indien 243-3 (43.3) |
|                   |          | Indien gewinnt mit 7 Wickets |   |                     |

| 1. Juni Scorecard | Bulawayo | Simbabwe 118 (24.5/26)          | – | Sri Lanka 119-1 (15.2/26) |
|                   |          | Sri Lanka gewinnt mit 9 Wickets |   |                           |

| 3. Juni Scorecard | Harare | Indien 194-9 (50)              | – | Simbabwe 197-3 (38.2) |
|                   |        | Simbabwe gewinnt mit 7 Wickets |   |                       |

| 5. Juni Scorecard | Harare | Indien 268-9 (50)               | – | Sri Lanka 270-4 (48.2) |
|                   |        | Sri Lanka gewinnt mit 6 Wickets |   |                        |

| 7. Juni Scorecard | Harare | Sri Lanka 236 (47.5)           | – | Simbabwe 240-2 (47.5) |
|                   |        | Simbabwe gewinnt mit 8 Wickets |   |                       |

### Finale
| 9. Juni Scorecard | Harare | Simbabwe 199 (49)               | – | Sri Lanka 203-1 (34.4) |
|                   |        | Sri Lanka gewinnt mit 9 Wickets |   |                        |